# Virginia Ferni Germano
Virginia Ferni Germano (Torino, 16 dicembre 1849 – Torino, 4 febbraio 1934) è stata un soprano italiano.

## Biografia

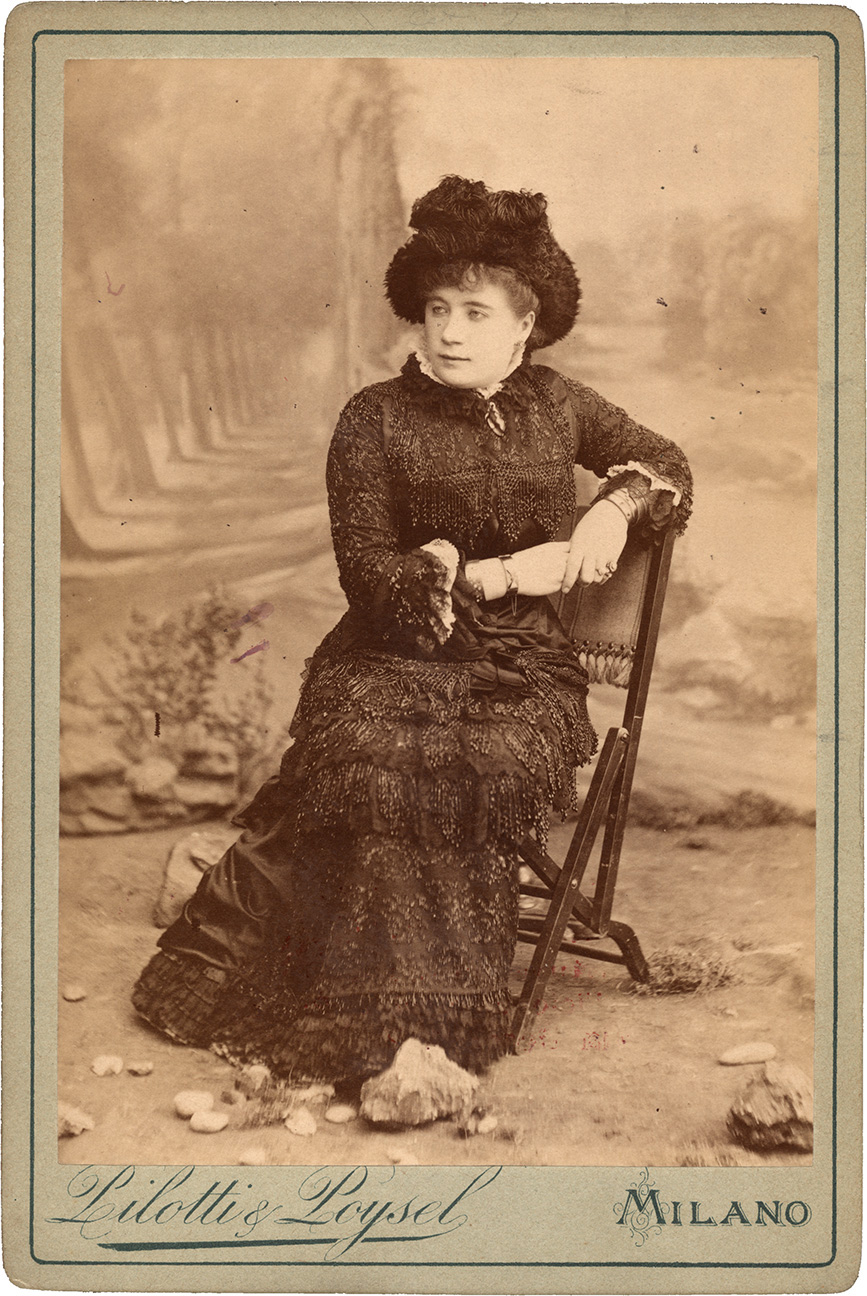
Virginia Ferni Germano

Fu un soprano lirico, cantante raffinata dalla voce limpida, penetrante e straordinario talento di attrice. Si esibiva già a sette anni cantando antiche canzoni spagnole. Debuttò nel ruolo di Siebel nel Faust di Charles Gounod a Siviglia nel 1871. Fu scritturata successivamente all'Accademia di Musica di New York e in seguito nei principali teatri italiani. Il soprano torinese fu la prima interprete di Carmen di Georges Bizet eseguita in lingua italiana (Teatro alla Scala di Milano, 26 dicembre 1885), il ruolo della zingara sigaraia rimase uno dei più rappresentati della sua carriera. Fu la prima interprete nel ruolo della protagonista nelle prime esecuzioni assolute della Loreley (Teatro Regio di Torino, 18 febbraio 1890) e di Edmea (Teatro alla Scala di Milano, 27 febbraio 1886) di Alfredo Catalani. Le sue ultime apparizioni in teatro furono L'enfant prodigue e La Damoiselle élue di Claude Debussy a Torino, e almeno fino al 1913 si esibiva sporadicamente in alcuni concerti. Al termine della sua carriera aprì una scuola di canto a Torino. Sposò il violinista Carlo Germano.

## Repertorio
- Gioachino Rossini
  - Il barbiere di Siviglia (Rosina)
- Gaetano Donizetti
  - Don Pasquale (Norina)
  - La favorita (Leonora)
  - La figlia del reggimento (Marie)
- Daniel Auber
  - Fra Diavolo (Zerlina)
- Luigi Ricci
  - Crispino e la comare
- Ambroise Thomas
  - Mignon (Mignon)
- Georges Bizet
  - Carmen (Carmen)
- Valentín Mª de Zubiaurre
  - Ledia (Ledia de Bustiñaga)
- Luigi Mancinelli
  - Isora di Provenza (Isora)
- Arrigo Boito
  - Mefistofele (Elena; Margherita)
- Alfredo Catalani
  - Loreley (Loreley)
  - Edmea (Edmea)
- Charles Gounod
  - Faust (Margherita)
  - Romeo e Giulietta (Giulietta)
- Claude Debussy
  - L'enfant prodigue
  - La damoiselle élue